# Jade Rose
Jade Elizabeth Rose (* 12. Februar 2003 in Markham, Ontario) ist eine kanadische Fußballnationalspielerin. Im Februar 2021 spielte sie erstmals für die A-Nationalmannschaft.

## Karriere

### Vereine
Rose begann im Alter von vier Jahren für den in ihrem Geburtsort ansässigen Markham SC mit dem Fußballspielen und im weiteren Verlauf für Toronto International Youth FC. Während ihrer Schulzeit an der Bill Crothers Secondary School in Unionville war sie Spielerin des Unionville-Milliken SC. Später gehörte sie dem National Development Centre Ontario an, dem Vollzeit-Entwicklungsprogramm für den Frauenfußball.
Mit Aufnahme ihres Studiums an der Harvard University in Cambridge wurde sie in das Sport-Team, die Harvard Crimson aufgenommen und bestritt in ihren beiden Spielzeiten 2021 und 2022 26 Meisterschaftsspiele der Ivy League; dabei gelangen ihr zwei Tore. In der Folgespielzeit wird sie die stellvertretende Spielführerin des Sport-Teams sein.

### Nationalmannschaft
Im Alter von 14 Jahren wurde sie unter der aktuellen Nationaltrainerin Bev Priestman in das kanadische Jugendprogramm aufgenommen. 2018 spielte sie erstmals in der U17-Mannschaft, mit der sie im Juni bei der CONCACAF U-17-Meisterschaft der Frauen 2018 die Bronzemedaille gewann. Zwei Monate später nahm sie mit der U-15-Mannschaft an der CONCACAF U-15-Meisterschaft der Frauen teil und wiederum drei Monate später mit der U17-Mannschaft an der Weltmeisterschaft in Uruguay, wo sie mit der Mannschaft Vierte wurde. Ende Februar/Anfang März 2020 nahm sie mit der U20-Mannschaft an der CONCACAF-Meisterschaft in der Dominikanischen Republik teil, schied dort aber im Viertelfinale durch eine 0:4-Niederlage gegen die USA aus. Bedingt durch die COVID-19-Pandemie in den Vereinigten Staaten gab es dann eine Pause, im Januar 2021 wurde sie dann für den SheBelieves Cup 2021 nominiert. Im zweiten Gruppenspiel gegen Argentinien hatte sie dann auch ihren ersten Einsatz in der A-Nationalmannschaft, wobei sie in der Startelf stand, aber nach 73 Minuten ausgewechselt wurde. Im letzten Gruppenspiel gegen Brasilien spielte sie dann über 90 Minuten. Es folgte eine weitere einjährige Pause. Ende Februar/Anfang März 2022 nahm sie dann mit der U-20-Mannschaft an der CONCACAF U-20-Meisterschaft der Frauen teil, die wieder in der Dominikanischen Republik stattfand. Als Dritte qualifizierten sich die Kanadierinnen für die U-20-Fußball-Weltmeisterschaft der Frauen 2022 in Costa Rica. Bei dieser schieden sie im August 2022 aber nach der Gruppenphase aus. Einen Monat später wurde sie dann bei einem von zwei Freundschaftsspielen in Australien gegen den WM-Cogastgeber wieder in der A-Nationalmannschaft eingesetzt.  Beim 2:1-Sieg gegen die Australierinnen meldete sie nicht nur deren Star Sam Kerr ab, sondern bereitete auch den Siegtreffer durch Adriana Leon vor, so dass sie in der Presse als „Star of the show“ tituliert wurde. Im Oktober kam sie bei einem von zwei Freundschaftsspielen und im Februar 2023 bei den drei Spielen des SheBelieves Cup 2023 zum Einsatz.
Im Juni 2023 wurde sie für den vorläufigen WM-Kader nominiert. Für den endgültigen Kader wurde sie nicht berücksichtigt. Für die Olympischen Spiele 2024 wurde sie dann wieder nominiert und in den drei Gruppenspielen und bei der Niederlage im Elfmeterschießen gegen Deutschland im Viertelfinale eingesetzt.